# Municipi de Lemvig
El municipi de Lemvig és un municipi danès que va ser creat l'1 de gener del 2007 com a part de la Reforma Municipal Danesa, integrant els antics municipis de Thyborøn-Harboøre amb el de Lemvig. El municipi és situat a la costa oest de la península de Jutlàndia, a la Regió de Midtjylland i abasta una superfície de 508,17 km².
Al sud, una part del territori del municipi és ocupada pel Nissum Fjord, un fiord de poca fondària (entre 1 i 3 metres). El Nissum Fjord i la terra que l'envolta és un ecosistema de gran valor regulat pel Conveni Internacional de Zones Humides (Ramsar). Al nord del municipi trobem el Nissum Bredning que forma part del complex Limfjord, l'estret que separa l'illa de Vendsyssel-Thy de la resta de la península de Jutlàndia. Al sud-est del municipi hi ha una cadena de llacs interconnectats que uneixen el Nissum Bredning amb el llac de Ferring (Ferring Sø), són, de nord a sud, el Hygum Nor, Smedshavevese, Nørrevese, Mellemvese i Søndervese.
La ciutat més important i capital del municipi és Lemvig (7.151 habitants el 2009). Altres poblacions són:
- Nørre Nissum
- Harboøre
- Klinkby
- Bonnet
- Thyborøn
- Lomborg
- Bøvlingbjerg
- Bækmarksbro
- Gudum
- Ramme

## Consell municipal
Resultats de les eleccions del 18 de novembre del 2009:
| Partit                       | vots | % vots |
| ---------------------------- | ---- | ------ |
| Socialdemokratiet            | 2325 | 18,8   |
| Det Radikale Venstre         | 268  | 2,2    |
| Det Konservative Folkeparti  | 1638 | 13,2   |
| Socialistisk Folkeparti      | 1553 | 12,6   |
| Kristendemokraterne          | 430  | 3,5    |
| Nihilistisk Folkeparti       | 24   | 0,2    |
| Dansk Folkeparti             | 1239 | 10,0   |
| Venstre                      | 4778 | 38,6   |
| Enhedslisten - De Rød-Grønne | 112  | 0,9    |

### Alcaldes
| Alcalde       | Període               | Partit  |
| ------------- | --------------------- | ------- |
| Erik Flyvholm | 1-1-2007 a 31-12-2009 | Venstre |
| Erik Flyvholm | 1-1-2010 a 31-12-1013 | Venstre |